# 이예은 (1991년)
이예은(1991년 ~ )은 대한민국의 영화배우다.

## 방송
- 라이징 액션스타 2008 (2008) - 우승
- 실종느와르 M (2015) - 이지은 역
- K2 (2016)

## 영화
- 경성학교: 사라진 소녀들 (2015) - 센터 코이로 역
- 그랜드파더 (2016) - 여학생1 역
- 독전 (2018) - 블랙머플러 역

## 공연
- 그놈을 잡아라 (2013)
- 렛미인 (2020)

## 수상
- 대한민국 무예 한마당 1위 (2009)
- 전국 청소년 무예 대회 1위 (2009)